# Psalistops montigenus
Psalistops montigenus là một loài nhện trong họ Barychelidae. Loài này phân bố ờ Venezuela.